# Dryophilus
Dryophilus is een geslacht van kevers uit de familie van de klopkevers (Anobiidae).

## Soorten
- Dryophilus anobioides Chevrolat, 1832
- Dryophilus densipilis Abeille de Perrin, 1872
- Dryophilus forticornis Abeille de Perrin, 1875
- Dryophilus longicollis (Mulsant & Rey, 1853)
- Dryophilus luigionii Pic, 1921
- Dryophilus paradoxus Rosenhauer, 1856
- Dryophilus pusillus (Gyllenhal, 1808)
- Dryophilus rufescens Pic, 1921
- Dryophilus rugicollis (Mulsant & Rey, 1853)
- Dryophilus siculus Ragusa, 1896